# Обер, Артемий Лаврентьевич
Артемий (Артюр) Лаврентьевич Обе́р (10 [22] марта 1843, Москва — 4 [17] октября 1917, Петроград) — русский скульптор, академик Императорской Академии художеств. Младший брат архитектора и реставратора Александра Обера.

## Семья Обер. Москва
Его отец, француз по происхождению, Лаврентий Обер (1802—1884), с 1845 года служил в театральном ведомстве, с 1872 года был управляющим Конторой императорских московских театров.
Дед, как поверенный графа Людовика же Жилли, прибыл в 1790-х годах в Москву и стал называться здесь Николаем Обером. В 1793 году он купил в Москве дом № 6 по Глинищевскому переулку (принадлежал семье Обер до 1917 года). В 1803 году Николай Обер стал известен в Москве: «стал участником необыкновенного зрелища — вместе с Жаком Гарнеренем поднялся на воздушном шаре с поля у Крутицких казарм и опустился недалеко от подмосковной усадьбы Остафьево».
Бабушка — известная в Москве французская модистка Мари-Роз Обер-Шальме, имевшая магазин в Глинищевском переулке — самый дорогой в Москве, и безусловно самый престижный, — известная тем, что в 1812 году неоднократно лично приглашалась Наполеоном в Кремль, для бесед; после оставления французами Москвы она вместе с детьми последовала за французской армией, с намерением вернуться во Францию, но скончалась в Вильно.
Учился в 4-й Московской гимназии (13-й выпуск, 1862) и на медицинском факультете Московского университета.

## Творчество. Петербург
В 1864 году стал посещать Императорскую академию художеств. В 1864 году уехал учиться в Париж, покинуть который его заставила в 1870 году франко-прусская война (он отбыл из столицы Франции с последним поездом, шедшим в Бельгию). Учителем Обера в парижской школе рисунка был Антуан-Луи Бари, ценивший своего ученика и считавшего его более одарённым, чем его соученик Э. Фремье.
С 1870 года жил в Санкт-Петербурге. В 1870—1872 годах учился в Императорской академии художеств. В 1872 году впервые выставил на академической выставке свои произведения: «Лев, пожирающий газель», «Собака» и «Лошадь-башкирка». Из прочих работ Обера этого времени отмечают бюст Екатерины II в сквере Обуховской больницы и скульптурную группу «Русский витязь».
В 1893 году получил звание академика скульптуры за скульптуры «Волк», «Собака» и др.
В 1894 году женился на своей племяннице, Наталье Францевне Вебер (род. 1867). В 1894—1899 годах жил и работал в Париже, лето проводил в Бретани. Отливку своих работ делал в керамической мастерской А. Биго.
Член Союза русских художников (с 1909) и общества «Мира искусства» (c 1910; один из учредителей воссозданного объединения). Был близким другом художника А. Н. Бенуа.
Известен как мастер мелкой анималистической пластики, отличающейся точностью передачи натурных наблюдений. Среди его работ: конная группа «Киргиз, закуривающий трубку» (чугун, 1872), «Борзая с лисицей» (воск, 1879; бронза, 1881), «Бык-победитель» (воск; бронза, 1885), «Бурые медведи» (1893), «Бретонка (Женщина с курами)» (1898—1900), «Маска фавна» (эскиз декоративного блюда, 1900; все — тонированный гипс), другие работы. Создал большое число бронзовых, восковых и гипсовых фигур различных животных.
Был близок русскому символизму. К заметным произведениям русского символизма относится аллегорическая композиция «Бедствие» (1886), и работы-«фантазии»: «Медуза-Горгона» (терракотовое декоративное блюдо, 1898), «Морское чудовище» (блюдо, керамика, 1898).
Среди монументальных работ А. Обера известны:
- фигура коня для памятника Богдану Хмельницкому в Киеве (памятник создан по проекту М. О. Микешина; установлен в 1888),
- декоративная скульптура для Дома компании «Зингер» в Петербурге (1902—04),
- скульптура для Бородинского моста в Москве (1912),
- памятник защитникам Полтавы и коменданту крепости А. С. Келину в Полтаве, (1909).
- Два бронзовых медведя у входа в контору Механического завода К. Б. Зигеля в Петербурге (1902)[9]

Был похоронен на Волковском лютеранском кладбище.
Вдова скульптора, Н. Ф. Обер, в 1935 году передала в Русский музей значительное количество произведений своего мужа.

## Адреса в Санкт-Петербурге
- Тучков пер., д. 11 / Волховский переулок, д. 5[11].